# 28564 Gunderman
28564 Gunderman este un asteroid din centura principală de asteroizi.

## Descriere
28564 Gunderman este un asteroid din centura principală de asteroizi. A fost descoperit pe 8 martie 2000 la Socorro, New Mexico, în cadrul proiectului LINEAR. Asteroidul prezintă o orbită caracterizată de o semiaxă mare de 2,30 ua, o excentricitate de 0,19 și o înclinație de 4,8° în raport cu ecliptica.